# Cycladische kunst

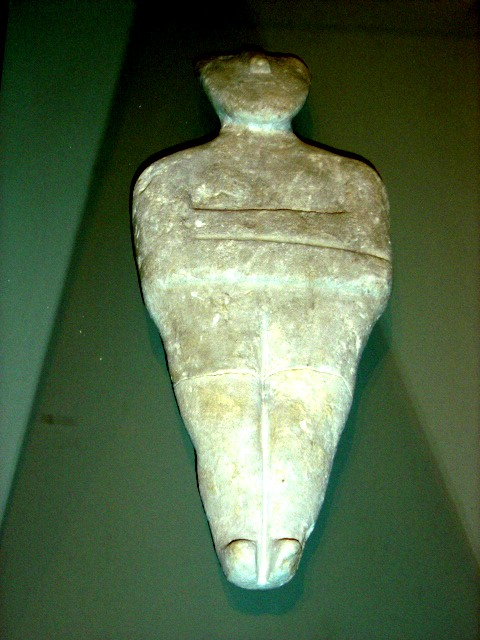
Cycladenidool
(Berlijns Altes Museum)

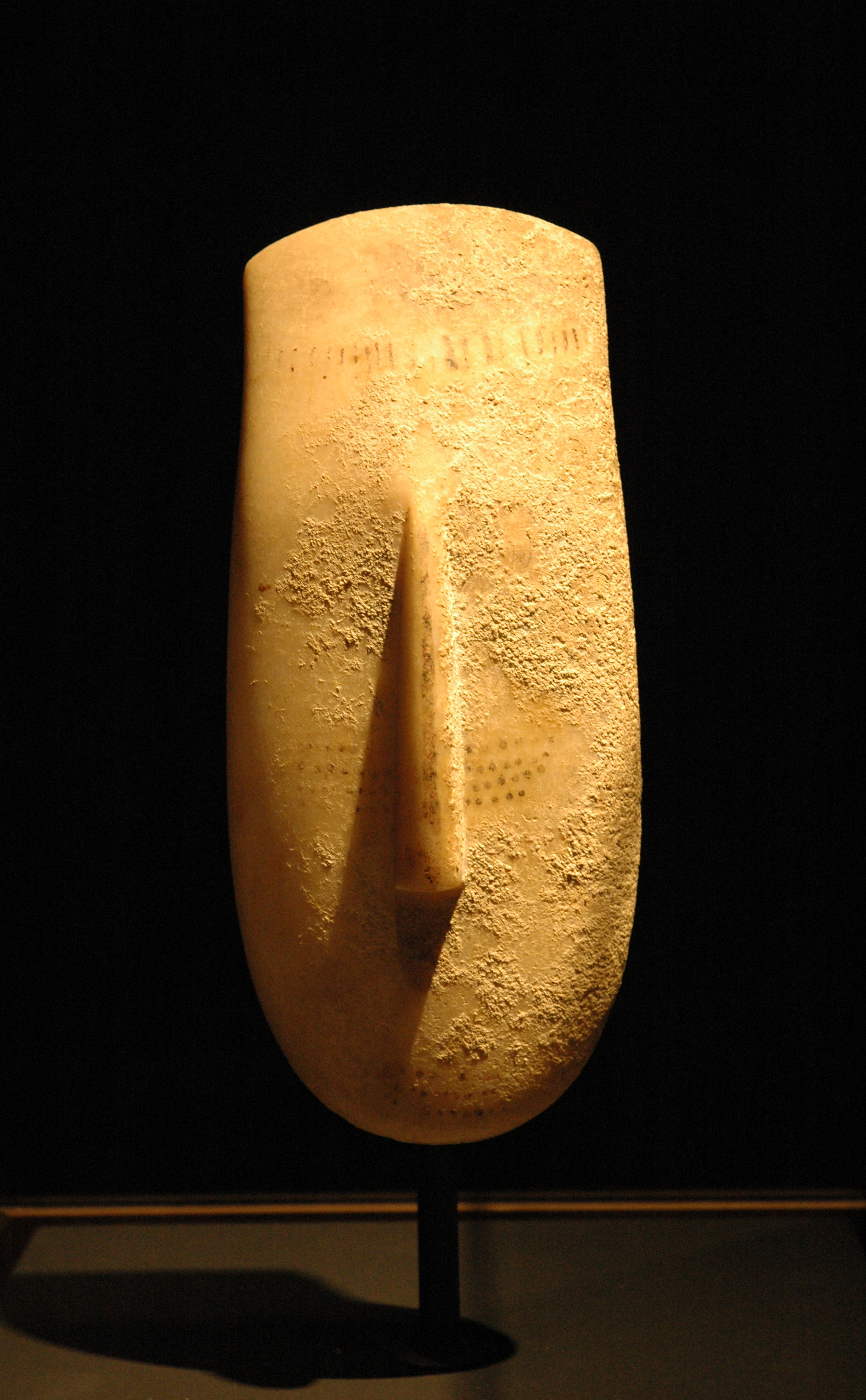
Het typische abstracte gelaat van een Cycladisch beeld

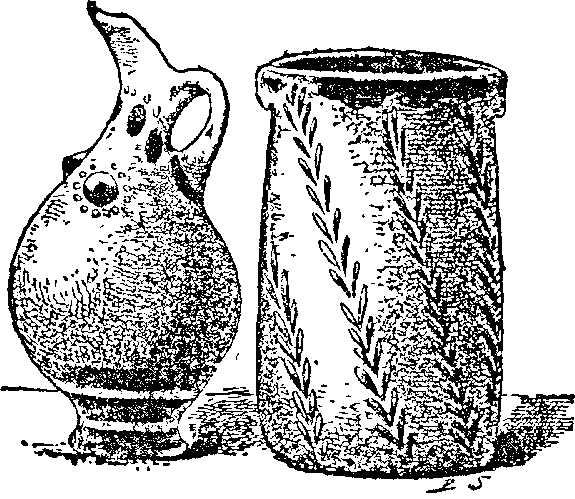
Tepelkan en pithos van Thera

Met Cycladische kunst bedoelen we de Aegeïsche kunst op de Griekse eilandengroep de Cycladen tussen 4000 en 1100 v.Chr.

## Historie

### Votiefidolen
De Cycladische kunst kwam al in de eerste generaties op de Cycladen voor. Het ging hierbij vooral om de zogenaamde votiefidolen: marmeren, wigvormige beeldjes van staande, naakte vrouwenfiguren met hun armen over de borsten gekruist. Het meest typische kenmerk van deze beeldjes waren hun ovale gezichten en, afgezien van een grote neus, het ontbreken van een gelaat. Deze beeldjes werden mogelijk gebruikt als afgodsbeelden in een godinnencultus, en werden bijvoorbeeld in de graftombes gelegd. In de loop der eeuwen werden zeer veel variaties op deze vrouwenfiguren met hun markante gezichten gemaakt. Na enkele eeuwen werd er, een enkele maal, ook een mannelijke versie van deze 'moedergodin' - indien de interpretatie correct is - gemaakt, vermoedelijk een minnaar van de vrouw. Vanaf ongeveer 3500 v.Chr. werden er ook marmeren krijgers en muzikanten in hetzelfde genre gemaakt. Deze figuren vielen op door hun uitgesproken mannelijke geslachtsdelen.
De Cycladische kunst werd langzaam verdrongen door buitenlandse invloeden. Vanaf 2000 v.Chr. kwamen de Cycladen onder invloed te staan van de Minoïsche kunst uit Kreta. Later werd het Minoïsme verdreven door de Myceense kunst uit Hellas. Het laatste Cycladische votiefbeeldje werd rond 1100 voor Christus gemaakt, afgezien van de hedendaagse toerisme-versies.
De beelden zijn in de ogen van de late 20e eeuw opvallend modern en ze doen aan abstracte hedendaagse kunst denken. De strakke vormen worden in hedendaagse keramiek en modern beeldhouwwerk dan ook geciteerd. Cycladenbeelden worden veel verzameld en de schaarse originelen brengen veel geld op. Griekenland staat de export van bodemvondsten en Cycladische objecten uit Griekse verzamelingen niet toe. De handel is door internationale verdragen streng gereguleerd. Cycladische beelden die op de internationale kunstmarkt worden aangeboden moeten bewijsbaar lange tijd tot een particuliere verzameling hebben behoord.
De beelden zijn extreem moeilijk te dateren en ze worden vaak vervalst. Over de authenticiteit van de beroemde Cycladencollectie van het J.P. Gettymuseum wordt getwist. De beelden worden door middel van thermoluminescentie gedateerd.

### Gebruiksvoorwerpen
Cycladische historische gebruiksvoorwerpen vertonen een aantal kenmerken. Potten en pannen waren over het algemeen zeer licht hellend en weinig versierd. Bij de ontwikkeling van dit soort voorwerpen lijkt het nut voorop te hebben gestaan: ze waren simpel en vaak gemaakt van klei of een goedkope steensoort.

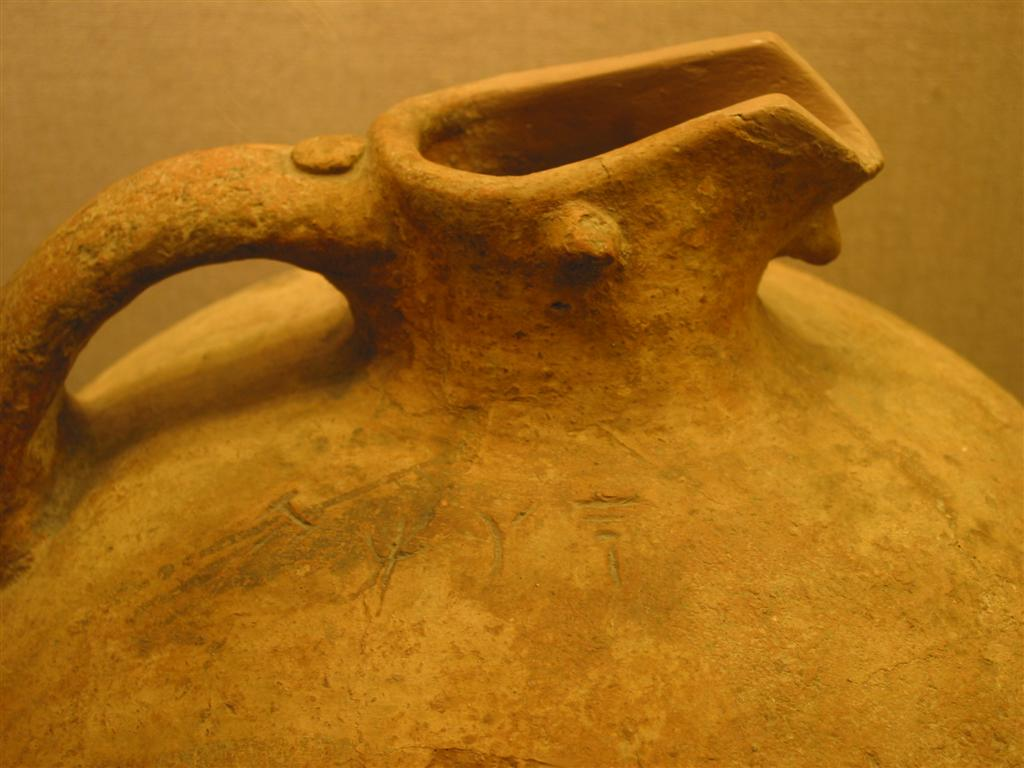
Vaas met Lineair A-opschrift, gevonden in Akrotiri op Santorini

De zogenaamde 'koekenpannen' ('frying pans') lijken als een onderdeel van een mogelijk religieus ritueel te hebben gediend en waren, in tegenstelling tot veel andere Cycladische voorwerpen, erg gedetailleerd gedecoreerd. Deze pannetjes waren rond en licht bollend, zoals bekend van de votiefidolen, en ze werden uit marmer vervaardigd. Ze waren uitingen van de Keros-Syroscultuur (2600 - 2300 v.Chr.).
Enkele kenmerkende vormen van de Cycladische keramiek waren de tepelkan (nippled jug, het vat met kraag (collared jar), de cilindervormige pithoi en pyxeis (pyxis, doos), de sauskommen (sauce boats) en de zoömorfe vaasjes (die lijken op levende wezens), waaronder de egels (egelvormige figuurtjes die een kommetje vasthouden) vooral opvallen. Maar de Cycladen zijn ook bekend om hun marmeren vaaswerk, waaronder de kenmerkende kandilla (kruik) en bekers kunnen worden aangetroffen. Daarnaast zijn er ook marmeren pyxeis en ketels met voetstuk (footed vessels) gevonden. Ze tonen de verfijnde steenbewerking van de Cycladische kunstenaars, die ook al tot uiting kwam in de beroemde votiefidolen. De kandilla en bekers konden opgehangen worden door middel van de gaatjes die in verticale uitsteeksels bovenaan de kruik waren geboord.
In de Laat-Cycladische periode (2000-1100 v.Chr.) kwamen de Cycladen onder Minoïsche invloed terecht, zoals we onder andere kunnen afleiden uit het Lineair A op een vaas uit Akrotiri (zie hiernaast). Het is een verwarrende periode die net zoals de Myceense beschaving zal eindigen rond 1200 v.Chr. met de inval van de Zeevolken.

### Cycladische muziek

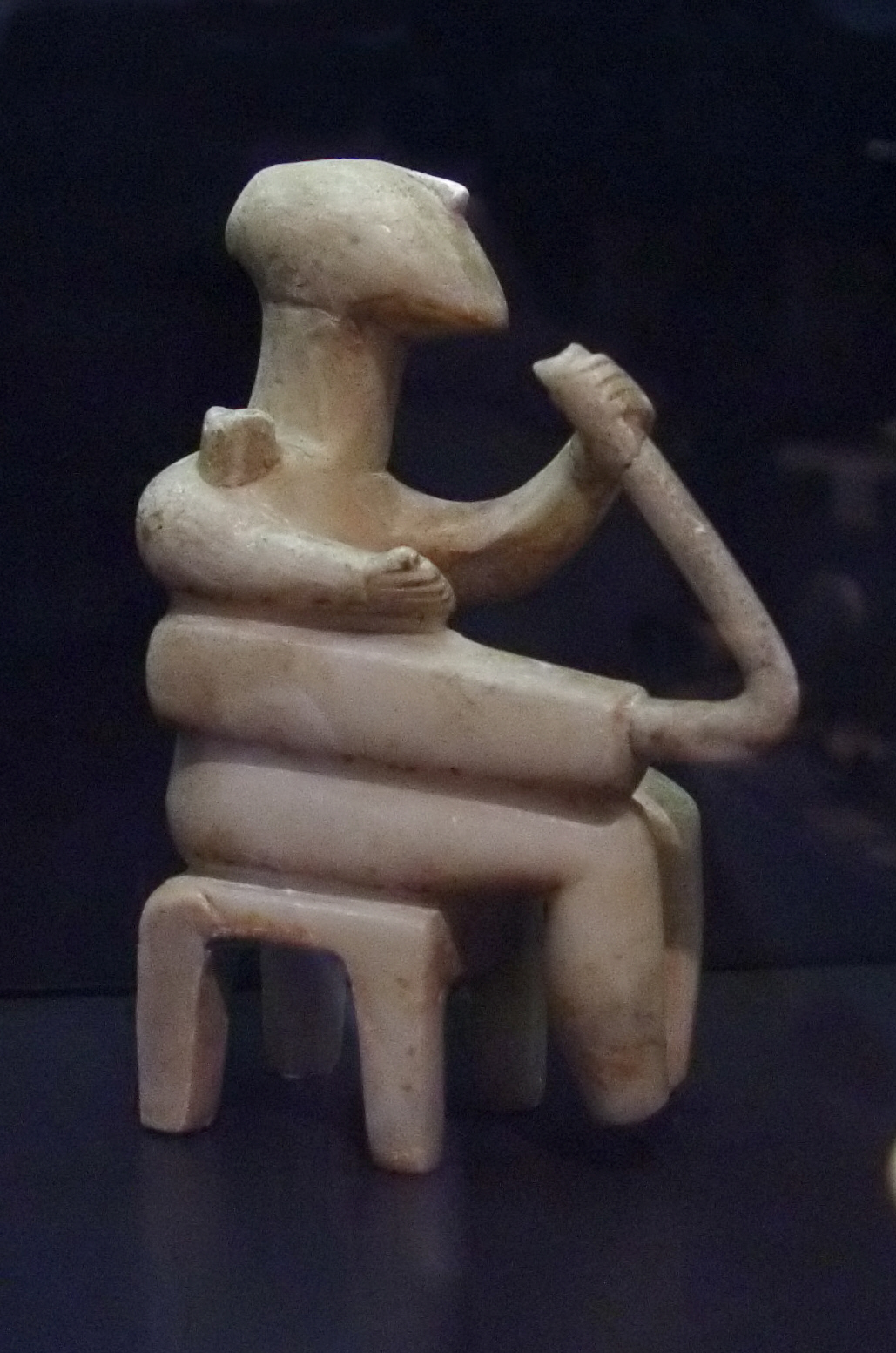
Cycladisch idool van een harpist (Santorini, Vroeg-Cycladisch II)

Zoals al eerder vermeld, bevonden zich onder de Cycladische idolen ook muzikanten. Onder de instrumenten die door deze muzikanten bespeeld werden, bevond zich de aulos die al in de 30e eeuw v.Chr. op de Cycladen (o.a. Keros) bekend was, maar ook harpen en syrinxen (een soort panfluit) waren zeer populair.

### Architectuur
Kenmerkend voor de Cycladen is ook de architectuur van de eilandengroep. In het Laat-Neolithicum (5300-4500 v.Chr.) ontstonden de eerste nederzettingen op de Cycladen. In het begin bestond die architectuur uit rechthoekige eenkamerwoningen op een stenen fundering en uitkijkposten. Bovendien werden in die tijd nog grotten bewoond. In de Grotta-Kamposcultuur (3100 - 2600 v.Chr.) kwam daar enigszins verandering in. De huizen werden groter en bevatten meerdere kamers.
De materialen die werden gebruikt varieerden van steen, leem en hout tot riet. Bovendien werden de huizen steeds onregelmatiger en gedetailleerder gebouwd. De straten op de Cycladen bestonden veelal uit trappen. De Laat-Cycladisch I-architectuur van ongeveer 1500 v.Chr. kenmerkt zich door de tandmuren en het gebruik van meerdere verdiepingen. Sommige huizen uit deze periode waren zelfs al geïsoleerd. Ook werden fresco's toegepast. Rond 1200 v.Chr. werden er opnieuw grote delen van de eilandengroep verwoest, waarna de architectuur uit het oude Griekenland naar het eiland overwaaide. Voorbeelden hiervan zijn de bouwwerken op het eiland Delos en de poort Portára te Naxos.
Heden ten dage is de Griekse architectuur op de Cycladen doorgedrongen en zijn het vooral witte lemen huizen met blauwe vensters die er de aandacht trekken.

## Toerisme
Recent is de interesse voor Cycladische kunst toegenomen en oude Cycladische beelden worden massaal gereproduceerd en verkocht op de tegenwoordig zeer toeristische eilandengroep. Deze moderne edities zijn verkrijgbaar in marmer, tufsteen, brons en hout.

In Athene is er een Museum voor Cycladische Kunst opgericht, waar de oudste beelden van de eilandengroep worden tentoongesteld. In Naxos staat een Archeologisch Museum, dat ook een ruime collectie votiefidolen in zijn bezit heeft.

## Voetnoot
1. ↑  UNIDROIT Convention on Stolen or Illegally Exported Cultural Objects (UNIDROIT 1995)
2. ↑  Neil Brodie en Kathryn Walker Tubb, "Illicit Antiquities: The Theft of Culture and the Extinction of Archaeology", 978-0-415-23388-0,
3. ↑  Liritzis I., Galloway R.B. (2000) Solar bleaching of thermoluminescence of ancient marble and limestone: dating and provenance implications. Proceedings of the International Conf. of Paros and Cycladic marbles, PARIA LITHOS (Schilardi.D & Katsanopoulou.D, eds.)
4. ↑  J.E. Coleman, Frying Pans of the Early Bronze Age Aegean, in American Journal of Archaeology 89 (1985), pp. 191-219.